# Bătălia de la Gaza, 2007
Bătălia de la Gaza (arabă: معركة غزة) a fost un conflict militar între cele două organizații palestiniene Hamas și Fatah, care a avut loc între 7 și 15 iunie 2007 în Fâșia Gaza. Acesta a dus la preluarea controlului asupra Fâșiei Gaza de către Hamas - de la unitatea guvernamentală a Autorității naționale palestiniene, după alungarea Fatah-ului.  Comitetul Internațional al Crucii Roșii estimează că în timpul luptelor cel puțin 118 de persoane au fost ucise și peste 550 rănite.

## Premise
Conflictul dintre  Mișcarea Națională pentru Eliberarea Palestinei și  Mișcarea de rezistență islamică este provocat de recunoașterea mișcării Hamas ca organizație teroristă în mai multe țări, care a câștigat alegerile în  Consiliul Legislativ Palestinian  (CLP) din ianuarie 2006. Pentru prima dată, de la înființarea administrației  palestiniene (CLP), influența mișcării Fatah a fost amenințată de apariția majorității parlamentare din partea mișcării Hamas.
După venirea la putere, Hamas a oferit Israelului o prelungire a acordului de armistițiu cu o durată de an, dar a anunțat că refuză să recunoască o parte din ultimele acorduri dintre guvernul palestinian și Israel. În consecință, Statele Unite ale Americii, Israel și Uniunea Europeană au încetat să ofere asistență pentru Hamas. Statele Unite și Israel au încercat să slăbească puterea Hamas-ului, consolidând concomitent pozițiile președintelui CPL Mahmoud Abbas și forțând Hamas-ul să ceteze puterea. 
În februarie 2007, s-a ajuns la un acord între liderii Fatah și Hamas și a fost creat un guvern de coaliție. Comunitatea internațională a cerut încă o dată ca noul guvern al CLP recunoașterea Israelului, dezarmarea militanților și stoparea violenței. Negocierile trilaterale dintre Statele Unite, Palestina și Israel au fost fără rezultate. Guvernul de coaliție nu a durat mult. Au apărut numeroase ciocniri între membrii Fatah și Hamas, atât în Fâșia Gaza, cât și în Iudeea și Samaria. În iunie, Hamas a luat puterea în Fâșia Gaza, anunțând intenția sa de a crea un stat islamic.

## Atacuri
În iunie 2007 confruntările armate între gruparea Hamas și Israel au încetinit. În același timp, în Fâșia Gaza au izbucnit o serie de ciocniri interne între Fatah și Hamas. 
10 iunie
Militanții Hamas au capturat câțiva membri din mișcarea Fatah. Unul din cei capturați, Mohammed Sweyrki, ofițer din garda prezidențială a Palestinei, a fost aruncat de pe o clădire cu 15 etaje din Gaza. Ca reacție de răspuns, militanții Fatah au atacat o moschee și l-au ucis pe  imamul Mohammed al-Rifati. De asemenea, au deschis focul asupra casei prim-ministrului Ismail Haniya, iar puțin înainte de miezul nopții, un militant al grupării Hamas a fost aruncat de pe acoperișul unei clădiri.
11 iunie
Reședințele liderului Mahmoud Abbas (Fatah) și a lui Ismail Haniya (Hamas) au fost atacate.
12 iunie
Hamas a început să atace oficiali ale căror posturi au fost ținute de rivalii lor din organizația Fatah. Sute de militanți din gruparea Hamas au pătruns în clădirile instituțiilor de stat, oferind două ore la dispoziție pentru părăsirea Fâșiei Gaza. După cum au declarat martorii Agenției France-Press, baza principală a Fatah din orașul Jabalia a fost ocupată de militanții Hamas.

## Încălcarea dreptului internațional
Organizația Human Rights Watch a acuzat ambele părți de încălcarea dreptului umanitar internațional, care în unele cazuri, această încălcare poate fi egalată cu crimă de război.
Acuzațiile au inclus: 
- atacuri și omorârea cetățenilor civili,
- execuții publice ale persoanelor politice și deținuților,
- aruncarea prizonierilor de pe clădiri înalte, ciocniri militare în spitale,
- implicarea în atacuri cu autovehicule marcate cu semne ale canalelor de televiziune.

Comitetul Internațional al Crucii Roșii a condamnat atacurile și a luptele purtate în preajma a două spitale din nordul Fâșiei Gaza.  
Directorul Human Rights Watch, Sara Lee Whitson, a declarat:
„ atacurile ambelor grupări Hamas și Fatah constituie atacuri violente asupra celor mai fundamentale principii umanitare. Omorul oamenilor civili care nu sunt implicați în acțiuni militare și uciderea conștientă a prizonierilor sunt crime de război”